# Vižňov

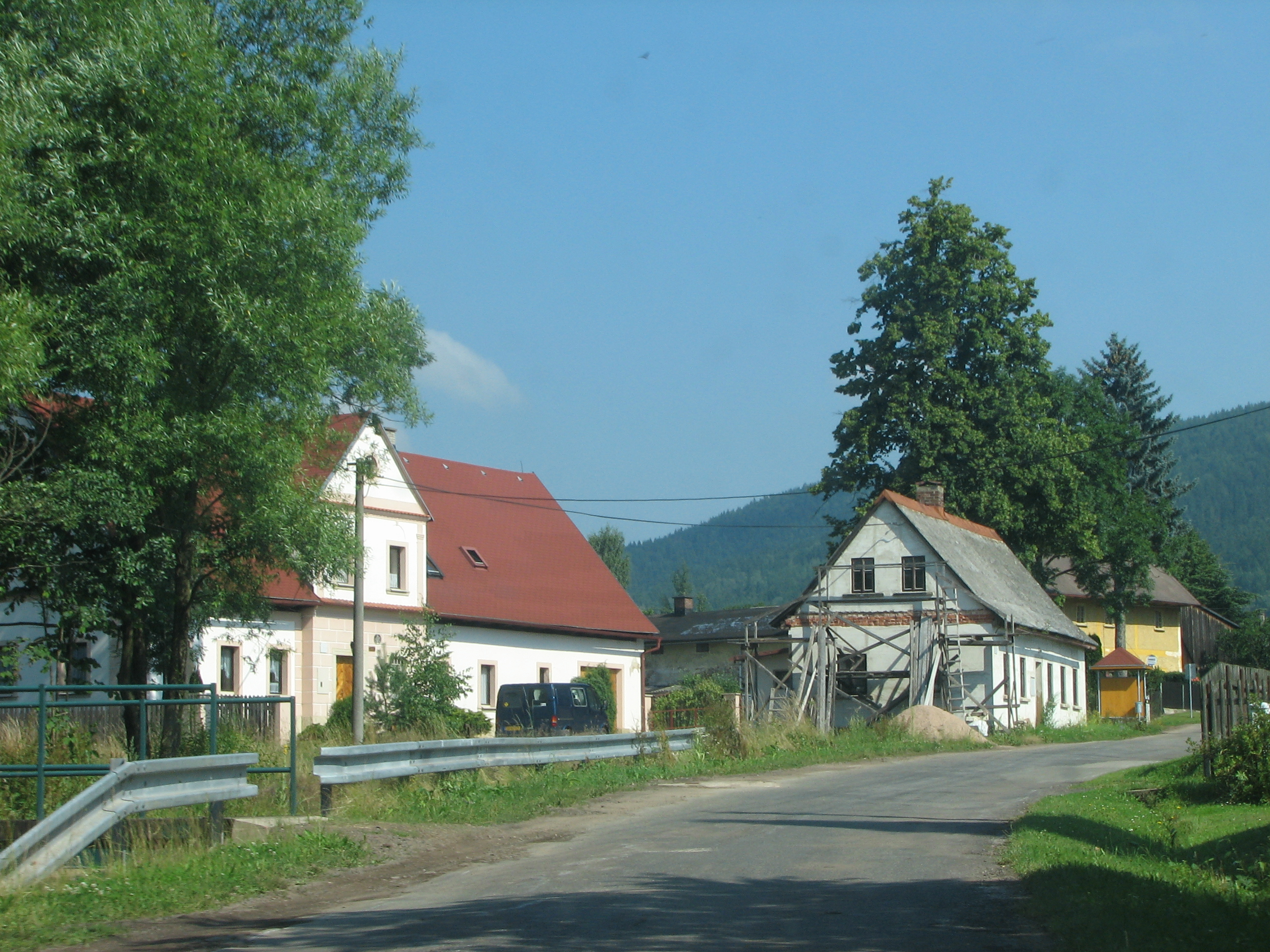
Dorfstraße

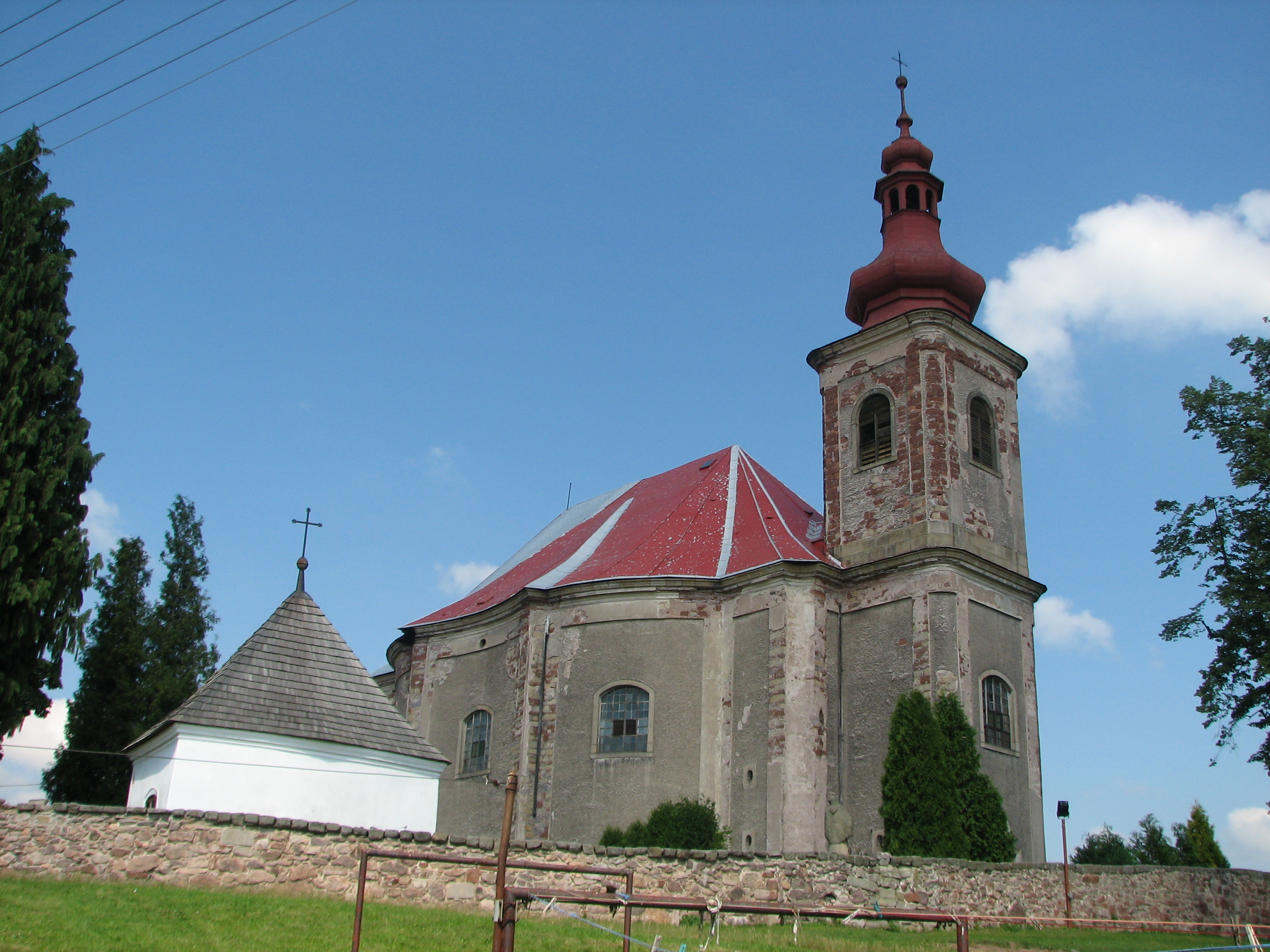
Kirche der hl. Anna

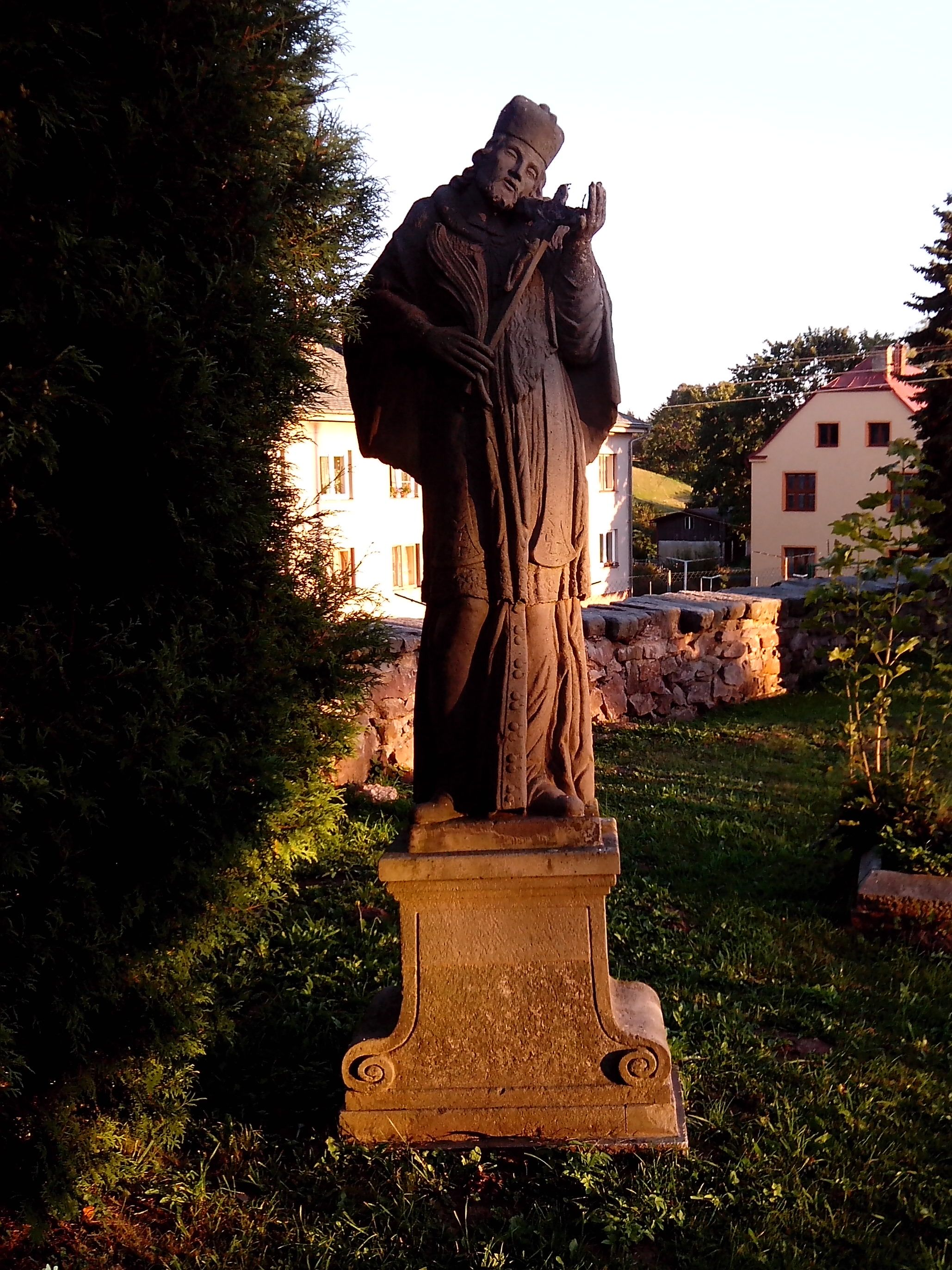
Teil des Friedhofes

Vižňov (deutsch Wiesen) ist ein Ortsteil der Stadt Meziměstí in Tschechien. Er schließt sich nördlich an Meziměstí an und gehört zum Okres Náchod.

## Geographie
Das Waldhufendorf Vižňov erstreckt sich am südlichen Fuße des Heidelgebirges (Javoří hory), nahe der tschechisch-polnischen Grenze, über vier Kilometer entlang des Dobrohošťský potok (Wiesenbach). Nördlich erheben sich die Garbatka (Görbersdorfer Reichmacher, 796 m n.p.m), die Obírka (Hegewaldberg, 781 m n.m.), die Homole (Mittelberg, 782 m n.m.), der Březový vrch (Birkenberg, 743 m n.m.) und der Malý kopec (726 m n.m.), im Nordosten die Kopica (Kesselkoppe, 797 m n.m.), die Světlina (Lichtenhauberg, 796 m n.m.) und der Ruprechtický Špičák (Spitzberg, 881 m n.m.), südöstlich die Vyhlídka (Herzogkoppe, 489 m n.m.) und der U Junáka (Eichelflur, 497 m n.m.), im Südwesten die Lipowa (Lindenberg, 513 m n.p.m), westlich der Junak (Wachtberg, 523 m n.p.m) sowie im Nordwesten die Jatki (Fleischerberge, 657 m n.p.m) und der Miłosz (Friedländer Reichmacher, 705 m n.p.m).
Nachbarorte sind Sokołowsko (Görbersdorf), Bednarski Jar (Büttnergrund) und Lesní Domky (Buschhäuser) im Norden, Rybnica Leśna (Reimswaldau), Andrzejówka (Andreasbaude) und Radosno (Freudenburg) im Nordosten, Pomeznice (Grenzdörfel) und Ruprechtice (Ruppersdorf) im Osten, Meziměstí (Halbstadt) im Süden, Starostín (Neusorge) im Südwesten, Golińsk (Hof Göhlenau) und Nowe Siodło (Neudorf) im Westen sowie Malinowa (Fuchswinkel) und Kowalowa (Schmidtsdorf) im Nordwesten.

## Geschichte
Das Dorf wurde wahrscheinlich in der Mitte des 13. Jahrhunderts im Zuge der Binnenkolonisation des Glatzer Landes durch die Herren von Wiesenburg  auf Adersbach gegründet und Quintendorf genannt. Bei der Ersterwähnung der Freudenburg im Jahre 1350 wurde Niederwiesen, das spätere Halbstadt, als Teil des Burgbezirkes aufgeführt. Im Codex juris Boemicae von 1355 findet sich die erste Erwähnung der Pfarrkirche Zur heiligen Mutter Anna in Wyznow. Eine weitere Erwähnung aus dem Jahre 1408 weist Oberwiesen und Niederwiesen als Besitzungen der Freudenburg aus. 1434 erwarb der Braunauer Abt Hermann das Gut Wysna mit Halbstadt. Der Abt Johann III. von Chotow verpfändete 1556 die Ortschaften Halbstadt, Wiesen und Deutsch Wernersdorf dem aus dem Oberlausitzer Uradelsgeschlecht Debschitz entstammenden Joachim von Mauschwitz, der 1558 mit dem Prädikat „von Armenruh“ (Jachým Maušvic z Armenruh) geadelt wurde. Nach Streitigkeiten mit dem Stift Braunau gab er 1567 diese Besitzungen auf und erwarb stattdessen die Herrschaft Rokitnitz im Adlergebirge. Die Pfarrei Wiesen erlosch während des Dreißigjährigen Krieges, die Kirche wurde eine Filialkirche von Deutsch Wernersdorf. Die älteste Nachricht über eine Schule datiert von 1673, als die Gemeinde das durch einen Brand vernichtete Schulhaus wieder aufbaute. Im Jahre 1676 bestand Wiesen aus 29 Bauern und 22 Häuslern. Während des Siebenjährigen Krieges wurde das Dorf im Jahre 1762 sowohl von preußischen als auch österreichischen Truppen gebrandschatzt. 1793 wurde ein neues hölzernes Schulhaus errichtet.
Im Jahre 1833 bestand das im Königgrätzer Kreis gelegene Dorf Wiesen bzw. Wiese aus 173 Häusern, in denen 1024 Personen lebten. Haupterwerbsquelle bildeten der Ackerbau, Leinwandhandel sowie Spinnerei und Weberei. Im Ort gab es die Filialkirche der hl. Anna, eine Schule, einen herrschaftlichen Meierhof, zwei Mühlen, ein Wirtshaus, ein Weinhaus sowie ein geräumiges Kaufmannshaus mit Park. Wiesen war Schulort für Halbstadt, Grenzdörfel und Neusorge; Pfarrort war Deutsch Wernersdorf. 1837 wurde das Schulhaus durch einen steinernen Bau ersetzt. Bis zur Mitte des 19. Jahrhunderts blieb das Dorf der Stiftsherrschaft Braunau untertänig.
Nach der Aufhebung der Patrimonialherrschaften bildete Wiesen/Višeňov ab 1849 mit den Ortsteilen Halbstadt und Neusorge eine Gemeinde im Gerichtsbezirk Braunau. Im Jahre 1868 wurde Wiesen dem Bezirk Braunau zugeordnet. 1873 lösten sich Halbstadt und Neusorge von Wiesen los und bildeten die Gemeinde Halbstadt. Im Jahr darauf erfolgte der Bau eines neuen Schulhauses in Wiesen. 1885 hatte die Gemeinde 1019 Einwohner, davon 1012 Deutsche. Im Jahre 1900 lebten in Wiesen 982 Personen. Grenzdörfel wurde 1905 von Ruppersdorf nach Wiesen umgemeindet. Im Jahre 1913 hatte Wiesen 998 Einwohner, 1920 waren es 898. Der tschechische Ortsname wurde 1920 auf Anordnung der Linguistischen Kommission in Vižňov abgeändert.
In den Jahren 1927–1928 fasste die Wasserwerksgemeinschaft Oberes Steinetal den Grenzbrunnen im Hegewald zur Einspeisung in die Gruppenwasserleitung der sechs Mitgliedsgemeinden. 1930 lebten 866 Menschen in der Gemeinde. Nach dem Münchner Abkommen wurde Wiesen im Herbst 1938 dem Deutschen Reich zugeschlagen und gehörte bis 1945 zum Landkreis Braunau.
1939 war die Einwohnerzahl auf 730 gesunken. Nach dem Ende des Zweiten Weltkrieges kam Vižňov zur Tschechoslowakei zurück und die deutsche Bevölkerung wurde vertrieben. Im Zuge der Gebietsreform von 1960 erfolgte die Aufhebung des Okres Broumov, seitdem gehört Vižňov zum Okres Náchod. 1961 lebten nur noch 429 Menschen in der Gemeinde. Im selben Jahre wurden Vižňov und Pomeznice
nach Meziměstí eingemeindet.
1991 hatte Vižňov 220 Einwohner. Im Jahre 2001 bestand das Dorf aus 116 Wohnhäusern und hatte 281 Einwohner.

## Ortsgliederung
Zu Vižňov gehört die Ansiedlung Lesní Domky (Buschhäuser).
Der Katastralbezirk Vižňov umfasste die Ortsteile Pomeznice und Vižňov.

## Sehenswürdigkeiten
- Barocke Kirche der hl. Anna, sie wurde unter dem Abt Othmar Daniel Zinke 1724–1728 nach Plänen von Kilian Ignaz Dientzenhofer anstelle einer aus der ersten Hälfte des 14. Jahrhunderts stammenden Holzkirche neu errichtet.[7] Den illusionistischen Altar malte Josef Hager. Umgeben wird die Kirche von einem Friedhof mit historischen Grabmälern.
- Geopark „Innersudetische Senke“ (Geoparčík Vnitrosudetská pánev), mit Exponaten von Gesteinen des Braunauer Ländchens, nördlich der Kirche[8]

## Söhne und Töchter des Ortes
- Clemens Walzel von Wiesentreu (1819–1886), Industrieller